# Crotalus tlaloci
La serpiente de cascabel Tlaloc (Crotalus tlaloci) es un reptil de la familia Viperidae o serpiente de cascabel. Su nombre hace referencia al dios de la lluvia mexica “Tlaloc”.

## Clasificación y descripción
Esta especie de serpiente de cascabel se caracteriza por tener escamas intercantales, escama preocular superior entera, de 152-164 ventrales en machos y 156-165 en las hembras, de 27-33 subcaudales en machos y 22-32 en hembras. Tiene un cascabel pequeño (el ancho del cascabel proximal es de 11,1-14,5% de lo largo de la cabeza). Cola larga (8,9-11,3% de la longitud total del cuerpo en machos, 8-10,7% en hembras).
Usualmente dos pares de intercantales simétricas y similares en tamaño y una raya postocular oscura que notablemente se hace estrecha antes de alcanzar la escama posterior del ojo. El color de fondo es gris; ocasionalmente presenta un moteado a lo largo del cuerpo. Aproximadamente hay 38 manchas visibles. Las manchas están bordeadas por una coloración más clara que el fondo. El color de fondo de la cabeza es gris.

## Distribución de la especie
Esta especie es conocida de los estados de Guerrero, Estado de México, Michoacán y Morelos, podría estar en el oeste de Puebla.  La distribución altitudinal  va de los 1850 -2400 m s. n. m.

## Hábitat
Habita en áreas abiertas de bosque de niebla y bosques de pino-encino húmedos.  La vegetación está caracterizada por encinos de hojas anchas como Quercus candicans y Q. laurina. Comparte el hábitat con dos especies de lagartijas caimán Barisia herrerae y B. rudicollis. Especímenes de C. tlaloci se encuentran generalmente en claros rocosos en el bosque y en los márgenes de bosques de niebla y de pino-encino húmedos. Un espécimen hembra grávida y un juvenil fueron encontrados bajo troncos en un hábitat rocoso.

## Estado de conservación
No se encuentra en ninguna lista de especies en peligro. 